# 45

## Події
- Заснована римська Colonia Claudia Savariensum (сучасне місто Сомбатгей).

## Народились
- Тіберій Юлій Цельс — давньоримський військовик та політик, син якого в Ефесі побудував для нього Бібліотеку Цельса
- Публій Папіній Стацій — давньоримський поет